# Henrik Castegren
Sven Henrik Olof Castegren (ur. 28 marca 1996 w Norrköping) – szwedzki piłkarz, występujący na pozycji obrońcy, w latach 2022–2023 w polskim klubie Lechia Gdańsk, od 2023 w IK Sirius Fotboll.

## Kariera klubowa

### IFK Norrköping
W 2000 roku, w wieku 4 lat, dołączył do akademii IFK Norrköping.

### IF Sylvia
W 2014 roku został wysłany na wypożyczenie do klubu IF Sylvia. Zadebiutował 27 kwietnia 2014 w meczu I dywizji przeciwko IK Brage (2:1). Pierwszą bramkę zdobył 12 października 2014 w meczu ligowym przeciwko Skellefteå FF (2:3). W sezonie 2014 jego drużyna zajęła 12. miejsce w tabeli i spadła do II dywizji. W 2015 roku jego wypożyczenie zostało przedłużone na kolejny sezon.

### IFK Norrköping
Po powrocie z wypożyczenia zadebiutował w pierwszej drużynie, w meczu Allsvenskan przeciwko Örebro SK (2:2). Pierwszą bramkę zdobył 24 sierpnia 2016 w meczu Pucharu Szwecji przeciwko Västerås SK (0:4). 13 marca 2017, w trakcie meczu młodzieżowej drużyny, Castegren poważnie uszkodził więzadło krzyżowe prawego kolana, co zmusiło go do opuszczenia reszty sezonu.

### Degerfors IF
W maju 2018, po wyleczeniu kontuzji udał się na półroczne wypożyczenie do klubu Degerfors IF. Zadebiutował 29 maja 2018 w meczu Superettan przeciwko Varbergs BoIS (0:1). Pierwszą bramkę zdobył 2 czerwca 2018 w meczu ligowym przeciwko IFK Värnamo (4:1).

### IFK Norrköping
W lipcu 2018 roku jego wypożyczenie zostało skrócone, przez co powrócił do zespołu IFK Norrköping. W październiku 2018 roku podpisał nowy trzyletni kontrakt z klubem. W sezonie 2018 jego drużyna zajęła drugie miejsce w tabeli zdobywając wicemistrzostwo Szwecji. 25 lipca 2019 zadebiutował w kwalifikacjach do Ligi Europy UEFA w meczu przeciwko FK Liepāja (2:0). Pierwszą bramkę w lidze zdobył 17 czerwca 2020 w meczu przeciwko AIK Fotboll (1:4). W grudniu 2021 roku opuścił zespół po wygaśnięciu kontraktu.

### Lechia Gdańsk
18 lutego 2022 podpisał kontrakt z klubem Lechia Gdańsk, zadebiutował w październiku 2022. Wystąpił w siedmiu meczach Ekstraklasy i jednym Pucharu Polski. Obowiązująca do końca sezonu 2023/2024 umowa została rozwiązana za porozumieniem stron 31 maja 2023.

### IK Sirius Fotboll
23 czerwca 2023 związał się obowiązującym do końca grudnia 2024 kontraktem z IK Sirius Fotboll.

## Statystyki
(aktualne na dzień 18 lutego 2022)
| Klub                | Sezon              | Liga               | Liga  | Liga   | Puchar kraju | Puchar kraju | Europa | Europa | Suma  | Suma   |
| Klub                | Sezon              | Liga               | Mecze | Bramki | Mecze        | Bramki       | Mecze  | Bramki | Mecze | Bramki |
| ------------------- | ------------------ | ------------------ | ----- | ------ | ------------ | ------------ | ------ | ------ | ----- | ------ |
| IF Sylvia (wyp.)    | 2014               | I dywizja          | 23    | 1      | 0            | 0            | –      | –      | 23    | 1      |
| IF Sylvia (wyp.)    | 2015               | II dywizja         | 24    | 5      | 1            | 0            | –      | –      | 25    | 5      |
| IF Sylvia (wyp.)    | Ogólnie            | Ogólnie            | 47    | 6      | 1            | 0            | 0      | 0      | 48    | 6      |
| Degerfors IF (wyp.) | 2018               | Superettan         | 6     | 1      | 0            | 0            | –      | –      | 6     | 1      |
| Degerfors IF (wyp.) | Ogólnie            | Ogólnie            | 6     | 1      | 0            | 0            | 0      | 0      | 6     | 1      |
| IFK Norrköping      | 2016               | Allsvenskan        | 4     | 0      | 1            | 1            | 0      | 0      | 5     | 1      |
| IFK Norrköping      | 2017               | Allsvenskan        | 0     | 0      | 2            | 0            | 0      | 0      | 2     | 0      |
| IFK Norrköping      | 2018               | Allsvenskan        | 9     | 0      | 0            | 0            | –      | –      | 9     | 0      |
| IFK Norrköping      | 2019               | Allsvenskan        | 14    | 0      | 0            | 0            | 3      | 0      | 17    | 0      |
| IFK Norrköping      | 2020               | Allsvenskan        | 28    | 2      | 3            | 0            | –      | –      | 31    | 2      |
| IFK Norrköping      | 2021               | Allsvenskan        | 27    | 1      | 4            | 0            | –      | –      | 31    | 1      |
| IFK Norrköping      | Ogólnie            | Ogólnie            | 82    | 3      | 10           | 1            | 3      | 0      | 95    | 4      |
| Lechia Gdańsk       | 2021/22            | Ekstraklasa        | 0     | 0      | 0            | 0            | –      | –      | 0     | 0      |
| Lechia Gdańsk       | Ogólnie            | Ogólnie            | 0     | 0      | 0            | 0            | 0      | 0      | 0     | 0      |
| Ogólnie w karierze  | Ogólnie w karierze | Ogólnie w karierze | 135   | 10     | 11           | 1            | 3      | 0      | 149   | 11     |

## Sukcesy

### IFK Norrköping
- Wicemistrzostwo Szwecji (1×): 2018